# Escut de La Rioja
L'escut de La Rioja és un dels símbols de la comunitat autònoma de La Rioja (Espanya). És considerat, al costat de la bandera i a l'himne, un "signe de la identitat de La Rioja".1 Va ser adoptat per la recentment creada comunitat en 1985, encara que ja havia estat usat oficialment per la província des de 1957.

## Legislació
Segons l'article tercer de l'Estatut d'Autonomia de La Rioja, Llei Orgànica 3/1982:2: "La Comunitat Autònoma de La Rioja posseeix himne i escut propi que només podrà modificar-se per Llei del Parlament de La Rioja aprovada per majoria de dos terços dels seus membres"
Segons els articles sisè i setè de la Llei 4/1985, de 31 de maig (BOLR núm. 64, de 4 de juny): "L'escut de La Rioja és, estructuralment, un escut partit, timbrat amb la corona real tancada. En la partició esquerra, d'or el camp, la Creu vermella de Santiago alçada sobre la Muntanya Laturce i flanquejada per dues petxines de pelegrí, esmaltades en plata i siluetades en gules. En la partició dreta, sobre camp de gules, un castell d'or de tres torres emmerletades cavalcant sobre un pont de sabre, sota el qual discorre un riu en plata. En la bordura llueixen tres flors de lis."
"L'escut de La Rioja podrà figurar al centre de la bandera." L'escut haurà de figurar: A la seu del Govern i del Parlament de La Rioja. En els títols, condecoracions i distincions de la Comunitat Autònoma de la Rioja. En els distintius usats per autoritats de la Comunitat i Diputats regionals.
Existeix també una versió simplificada de l'escut, de caràcter més simbòlic i apte per a reproduccions de traços esquemàtics i a color, segons es va establir en el Manual d'Identitat Corporativa, -Decret 20/2003, de 30 de maig, pel qual es regula la Identitat Gràfica Institucional de la Comunitat Autònoma de La Rioja i del seu President (BOR núm. 70 del 5 de juny de 2003).

## Descripció heràldica
Una definició no oficial, però més d'acord amb l'heràldica clàssica3 seria: "Escut partit; primer, d'or, una creu de Santiago acompanyada en el baix, de dos veneres de plata, filetejades de gules, i en punta, una muntanya de sinople; i segon, de gules, sobre ones d'aigua de atzur i plata, un pont d'or de tres ulls, mazonado de sabre i sumat d'un castell també d'or, emmerletat, mazonado de sabre i aclarit de gules. Bordura general de atzur amb tres lises d'or, dos en els cantons del cap i una en punta."

## Significat i història
L'escut actual va ser aprovat el 5 d'abril de 1957 per decret del Ministeri de la Governació, per ser utilitzat per la llavors província de Logronyo, 4 i publicat el 16 d'abril del mateix any.5 Aquest mateix escut va ser adoptat per la Comunitat autònoma de La Rioja en 1985. En la seva part esquerra, la creu vermella de Santiago sobre la muntanya Laturce (en record de la Batalla de Clavijo) i les petxines de pelegrí són una al·lusió al Camí de Santiago, ruta que recorre d'est a oest la geografia de La Rioja.
En la seva part dreta, el castell té una funció integradora, ja que tots els partits judicials de la comunitat (a excepció de Calahorra, en el qual apareix coronant l'escut) mostren un castell en el seu escut. Sota aquest, discorre el Riu Ebre, que fertilitza les terres de La Rioja. Tant les flors de lis com la corona real són distincions atorgades a la regió per monarques espanyols com a reconeixement de "nobles gestes realitzades".6 Les flors de lis provenen de l'escut de la ciutat de Logronyo i van ser atorgades per Carlos V.